# Frate Gomita
Frate Gomita (XIII secolo – Sassari, XIII secolo) è stato un politico italiano, conosciuto principalmente come personaggio della Divina Commedia di Dante Alighieri, dov'è menzionato nel XXII canto dell'Inferno, nella quinta bolgia dell'ottavo cerchio, tra i barattieri.
Egli in realtà non viene incontrato direttamente, ma citato da un suo compagno di pena, Ciampolo da Navarra, che lo definisce vasel d'ogni froda: vicario di Nino Visconti che resse il giudicato di Gallura in Sardegna, commise abbondanti malversazioni fin quando non lasciò evadere dei prigionieri dietro riscatto, crimine per il quale venne impiccato.